# Зайлауф
Зайлауф (нім. Sailauf) — громада в Німеччині, розташована в землі Баварія. Підпорядковується адміністративному округу Нижня Франконія. Входить до складу району Ашаффенбург.
Площа — 13,82 км2. Населення становить 3593 ос. (станом на 31 грудня 2020).